# Louis de Gouy d'Arsy
Pour les articles homonymes, voir Gouy d'Arsy.
Louis de Gouy d'Arsy (ou Arcy) est un officier français, lieutenant général, gouverneur de Clermont, lieutenant général au gouvernement de l'Ile-de-France, né le 18 février 1717, mort le 10 avril 1790.

## Biographie
Fils de Michel-Jean de Gouy, marquis d'Arsy, maréchal des camps et chevalier de Saint-Louis, et de Françoise-Mélanie Salomon de Lalande, fille d'une sous gouvernante des enfants de France, il eut pour parrain le roi Louis XV âgé de 7 ans. Le marquis Dangeau raconte dans son Journal : Le roi et madame la duchesse de Berry tinrent sur les fonts la fille de madame de Mouchy, et ensuite S. M. et madame la duchesse du Maine tinrent sur les fonts le fils de madame d’Arcy. Madame d’Arcy est fille de madame de La Lande, sous gouvernante du roi. S. M. donna des belles boucles d’oreilles à madame Mouchy et envoya une belle bague à madame d’Arcy (tome XVII p. 33).

### États de service
- Mousquetaire ;
- Capitaine au Régiment de Saint-Aignan cavalerie le 23 mars 1734 ;
- Colonel du Régiment de Gastinais infanterie le 6 mars 1743 ;
- Colonel lieutenant du Régiment de la Reyne Infanterie qu'il achète le 12 août 1746 ;
- Blessé à l'affaire du col de l'Assiette en 1747 ;
- Brigadier le 11 septembre 1747 ;
- Maréchal de camp le 10 février 1759 ;
- Lieutenant général au Pays Vexin dans le gouvernement de l'Ile-de-France ;
- Lieutenant-général le 1er mars 1780.

Il a fait toutes les campagnes de guerre depuis 1734 jusqu'en 1748 ; il se distingua à la bataille du col de l'Assiette en 1747 où il eut les deux cuisses percées.
Chevalier de Saint-Louis le 16 mars 1747.

### Famille
Il a épousé Esther de Rivié, dame d’accompagnement de Madame Adélaïde de France, veuve de César de Saint-Georges, comte de Vérac, dont elle n’avait pas eu de postérité. Par ce mariage, Louis devient baron de Chars, seigneur de Marines, Santeuil et nombreux autres lieux. Il exerça la qualité de baron de Chars dès 1758 et présida toutes les assemblées hebdomadaires de l'Hôtel-Dieu jusqu'en 1786.
Seigneur d'Arsy et d'Avrigny, il avait hérité du fief de Poulard (à Clairac, dans le Lot-et-Garonne), que lui avait légué son grand-père, Jacques (de) Salomon de Poulard de La Lande, époux de Jeanne-Françoise de Biaudos de Castéja.
En 1772 la marquise de Gouy demanda la séparation de corps. Son mari, qui n'en voulait à aucun prix, se fit défendre par l'avocat Simon Linguet. Celui-ci, qui faisait ses débuts à la barre avec cette affaire, gagna sa cause au Parlement et au Châtelet, par arrêt rendu le 22 février.
De ce mariage sont issus :
- Louis-Marthe de Gouy d'Arsy
- François, capitaine de dragons (1755-1780)
- Monique, mariée à Barthélemy O'Mahony